# Josep Gendrau i Valls
Josep Gendrau i Valls (Berga, Berguedà, 1934 - Barcelona, 28 de desembre de 2022) fou un religiós català de l'orde dels franciscans, el darrer màxim responsable de la província franciscana a Catalunya.
Va ingressar a l'Orde dels Frares Menors l'any 1950, fent-ne la professió solemne el 1955. Posteriorment fou ordenat sacerdot l'any 1958, acte que tingué lloc a la basílica del Sagrat Cor del Tibidabo. Durant els seus primers anys com a religiós exerceix al convent de la parròquia de la Mare de Déu de La Salut, i també a la parròquia de Sant Rafel de La Guineueta de Barcelona. Més endavant, ja als anys vuitanta, se'l destina com a guardià i rector al Remei de Vic (1980), i al convent franciscà de Sant Antoni de Lleida (1989) i també com a director de la residència universitària.
L'any 1992 fou elegit ministre provincial de la Província Franciscana de Sant Salvador d'Horta de Catalunya. També fou vocal de la junta de la Unió de Religiosos de Catalunya (1993-1997). El 2011 és elegit novament com a ministre provincial dels franciscans de Catalunya, etapa en la qual va gestionar la unió de les sis entitats de l'orde presents a la península Ibèrica, en una única província creada el 2015, la de la Immaculada, amb seu a Madrid. Per això, es pot dir que va ser el darrer provincial dels frares franciscans a Catalunya.
Va donar suport a Josep Costa i Genoveva Massip per obrir Can Banús, un centre per acollir persones marginades afectades per la Sida, impulsat per la Fundació Acollida i Esperança. El 2001 fou nomenat guardià del Convent Santuari de Sant Antoni de Pàdua de Barcelona, al carrer Santaló, on viurà fins a la seva mort. Durant els darrers anys visitava malalts i assistia a actes culturals. Va morir a causa d'una obstrucció intestinal.